# 手稲町
手稲町（ていねちょう）は、北海道札幌郡にあった町。現在の札幌市手稲区の大部分と西区の一部に相当。

## 地理

### 山
- 手稲山 (1023.1m)

- 奥手稲山 (949.2m)

- 丸山 (141m)

## 歴史
手稲という地名はアイヌ語の「テイネィ/teyne-i」（濡れている・もの）に由来し、町市街地の広がる山麓の開拓される前にあった低湿地帯を指すといわれる。
- 1872年（明治5年） - 発寒村（現在の西区発寒と手稲区新発寒）から分離、手稲村開村。
- 1874年（明治7年） - 手稲村が上手稲・下手稲に分けられる。
- 1882年（明治15年） - 手稲村大字三村時代が始まり、村が上手稲村・下手稲村・山口村になる。
- 1902年（明治35年）4月1日 - 上手稲村、下手稲村、山口村が合併、二級町村施行。
- 1942年（昭和17年） - 2月10日 - 札幌郡琴似村と境界の一部を変更し、大字下手稲村の一部が琴似村域となる。
  - 大字三村を廃止し、村が十二字区になる。
    - 上手稲村 - 手稲東（現在の西区西町、当時は東）・西野・福井・平和・宮ノ沢（現在の西区宮の沢と手稲区西宮の沢）
    - 下手稲村 - 稲穂・金山・軽川（現在の手稲区手稲本町）・富丘・前田
    - 山口村 - 星置・山口（現在の手稲区手稲山口）
- 1951年（昭和26年）11月1日 - 開村80年、町制施行手稲町となる。
- 1955年（昭和30年）頃 - 手稲町の札幌市編入案が出始める。
- 1961年（昭和36年） - 手稲町町章が制定される。
- 1963年（昭和38年） - 手稲町公民館が完成する。
- 1964年（昭和39年）9月 - 札幌市・手稲町合併協議会が設置される。
- 1966年（昭和41年）9月 - 手稲工業団地の造成が開始される。
- 1967年（昭和42年）2月18日 - 廃町式が行われる。
- 1967年（昭和42年）3月1日 - 札幌市に編入される。

## 行政

### 役所
- 手稲町役場

### 歴代首長
手稲三村（1872年 - 1902年）
- 初代 - 片倉景範（1877年 - 1880年）
- 第2代 - 菅野格（1880年 - 1883年）
- 第3代 - 伊藤信正（1883年 - 1887年）
- 第4代 - 齋藤在武（1887年）
- 第5代 - 高田直一郎（1887年 - 1892年）
- 第6代 - 増川兵藏（1892年10月 - 1893年）
- 第7代 - 石井直英（1893年8月 - 1894年）
- 第8代 - 奥村駒吉（1894年8月 - 1895年）
- 第9代 - 加藤鐡治（1896年 - 1898年）
- 第10代 - 小野總次郎（1898年7月 - 1902年）

※この時期までは戸長と称した。
手稲村（1902年 - 1951年）
- 初代 - 小野總次郎（1902年4月 - 1905年2月）
- 第2代 - 穂積収夫（1905年2月 - 1906年3月）
- 第3代 - 百瀬俊淸（1906年4月 - 1907年7月）
- 第4代 - 新田康次郎（1907年7月 - 1907年11月）
- 第5代 - 杉原育郎（1907年11月 - 1910年1月）
- 第6代 - 大久保寅太郎（1910年1月 - 1910年5月）
- 第7代 - 志賀兼治（1910年5月 - 1914年6月）
- 第8代 - 小野總次郎（1914年6月 - 1918年3月）
- 第9代 - 中崎正敏（1918年4月 - 1925年6月）
- 第10代 - 坂本忘親（1925年6月 - 1927年8月）
- 第11代 - 鹿目徳親（1927年9月 - 1930年1月）
- 第12代 - 川合新三郎（1930年1月 - 1932年10月）
- 第13代 - 畠山定吉（1932年11月 - 1936年1月）
- 第14代 - 星野毅（1936年1月 - 1941年5月）
- 第15代 - 山田信一郎（1941年5月 - 1945年3月）
- 第16代 - 二階堂信次（1945年4月 - 1947年4月）
- 第17代 - 箕輪早三郎（1947年4月 - 1951年10月）

手稲町（1951年 - 1967年）
- 初代 - 箕輪早三郎（1951年11月 - 1967年2月：4期連続）

## 人口
手稲村
- 1920年（大正09年） - 03,944人
- 1925年（大正14年） - 04,347人
- 1930年（昭和05年） - 04,731人
- 1935年（昭和10年） - 06,699人
- 1940年（昭和15年） - 11,944人
- 1947年（昭和22年） - 10,944人
- 1950年（昭和25年） - 09,748人

手稲町
- 1955年（昭和30年） - 11,158人
- 1960年（昭和35年） - 14,477人
- 1965年（昭和40年） - 26,309人

## 出身有名人
- 一ノ宮修 - 工学者、北海道科学大学教授。

## 名所・旧跡・観光スポット・祭事・催事
- 手稲山口バッタ塚